# Oselecká lípa
Oselecká lípa (příp. lípa v Oselcích) byl památný strom u vsi Oselce u Nepomuku. Mohutná lípa malolistá rostla u sochy sv. Jana Nepomuckého, při silnici na Chlumy v nadmořské výšce 614 m. Lípa byla vysoká 21 m a obvod jejího kmene měřil 525 cm (měření 1999). Chráněna byla od roku 1999 pro svůj vzrůst, estetickou hodnotu, připomínku historické události a jako součást památky.
V noci z 31. března na 1. dubna 2015 lípu vyvrátil silný vítr. Padlý strom byl následně rozřezán, na místě byla vysazena nová lípa.

## Stromy v okolí
- Buk v Oselcích
- Kvášňovická lípa

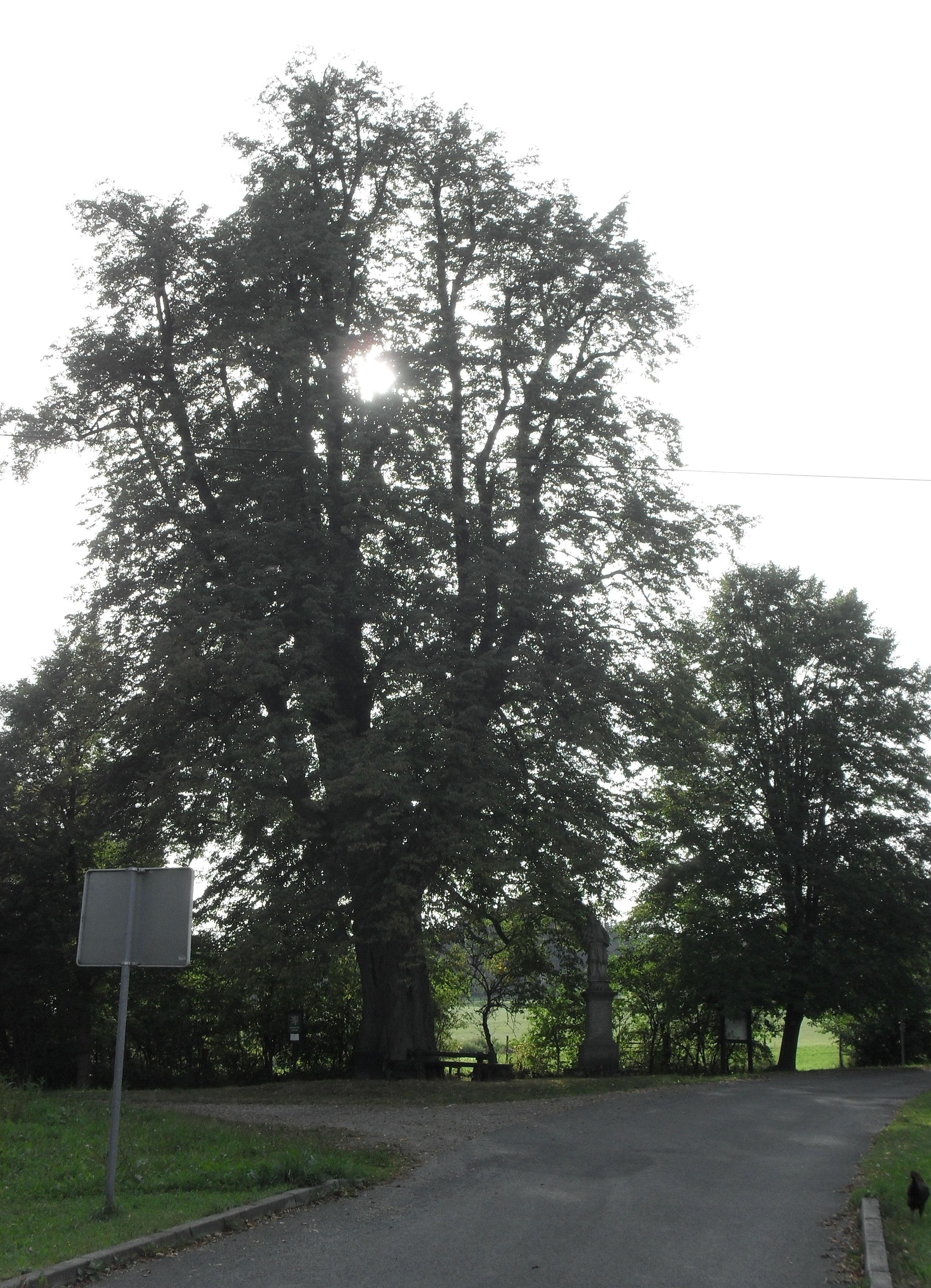
Celkový pohled na lípu.
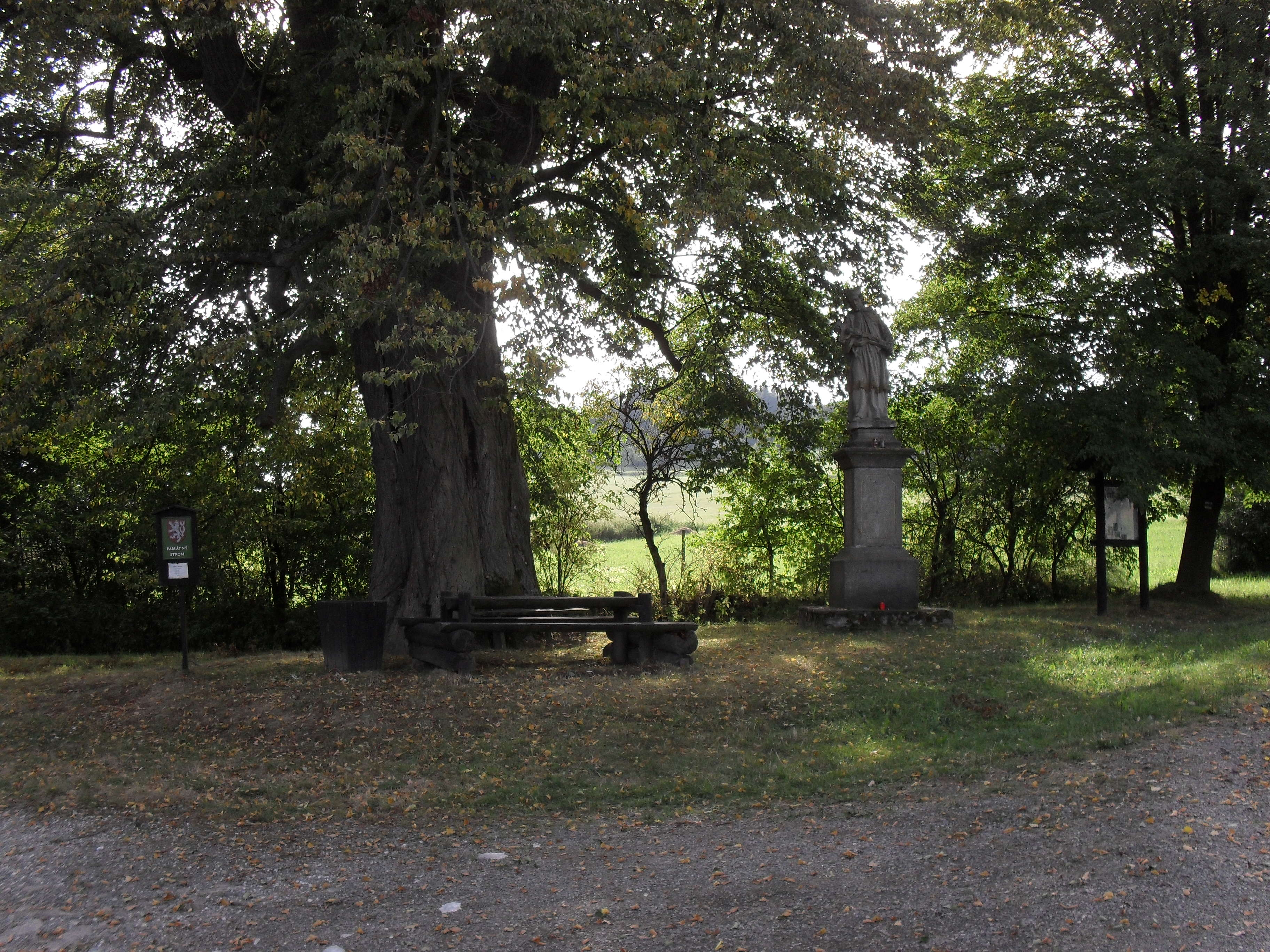
U lípy je zařízeno příjemné sezení.
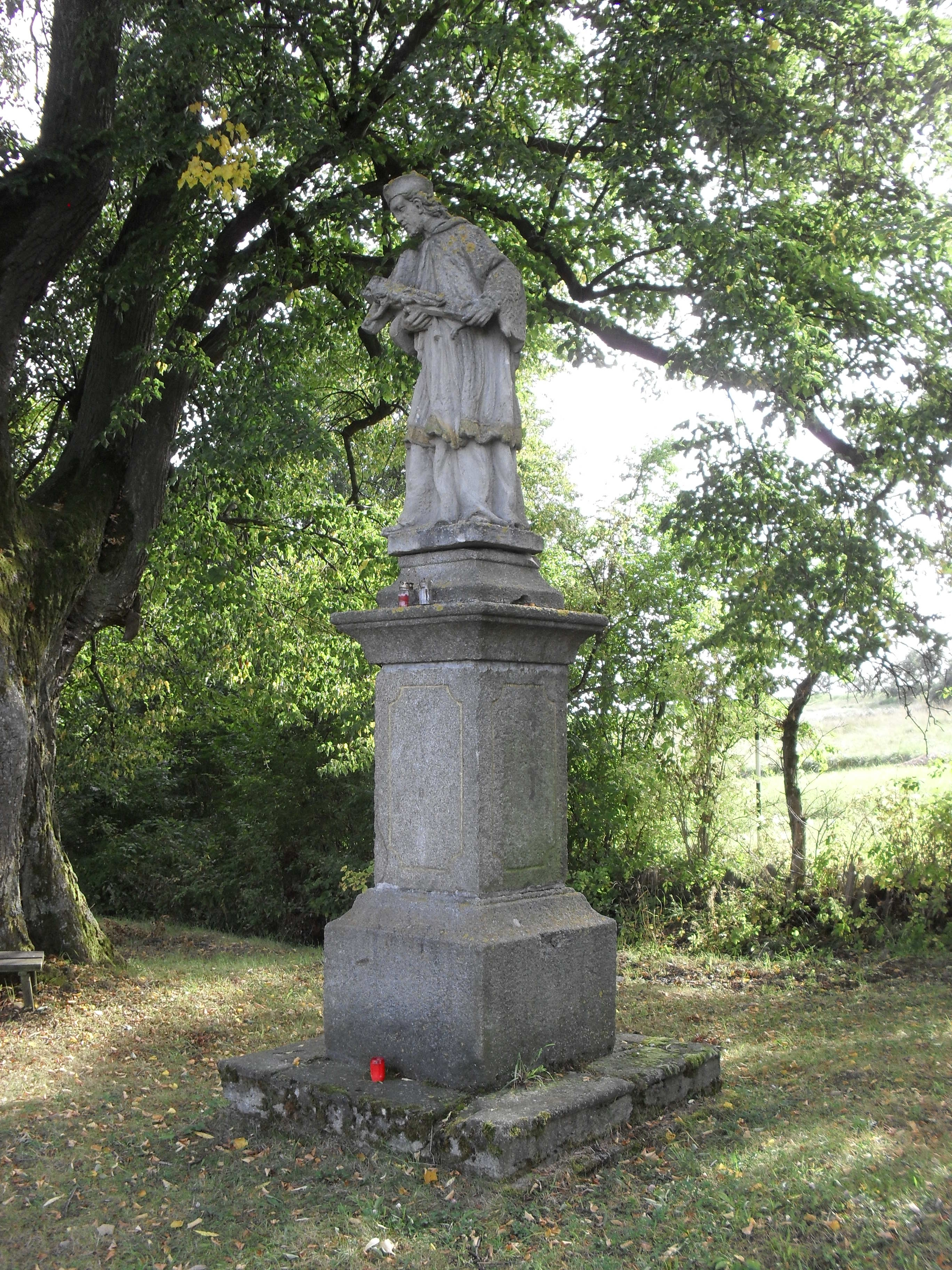
U lípy je i socha svatého Jana Nepomuckého.
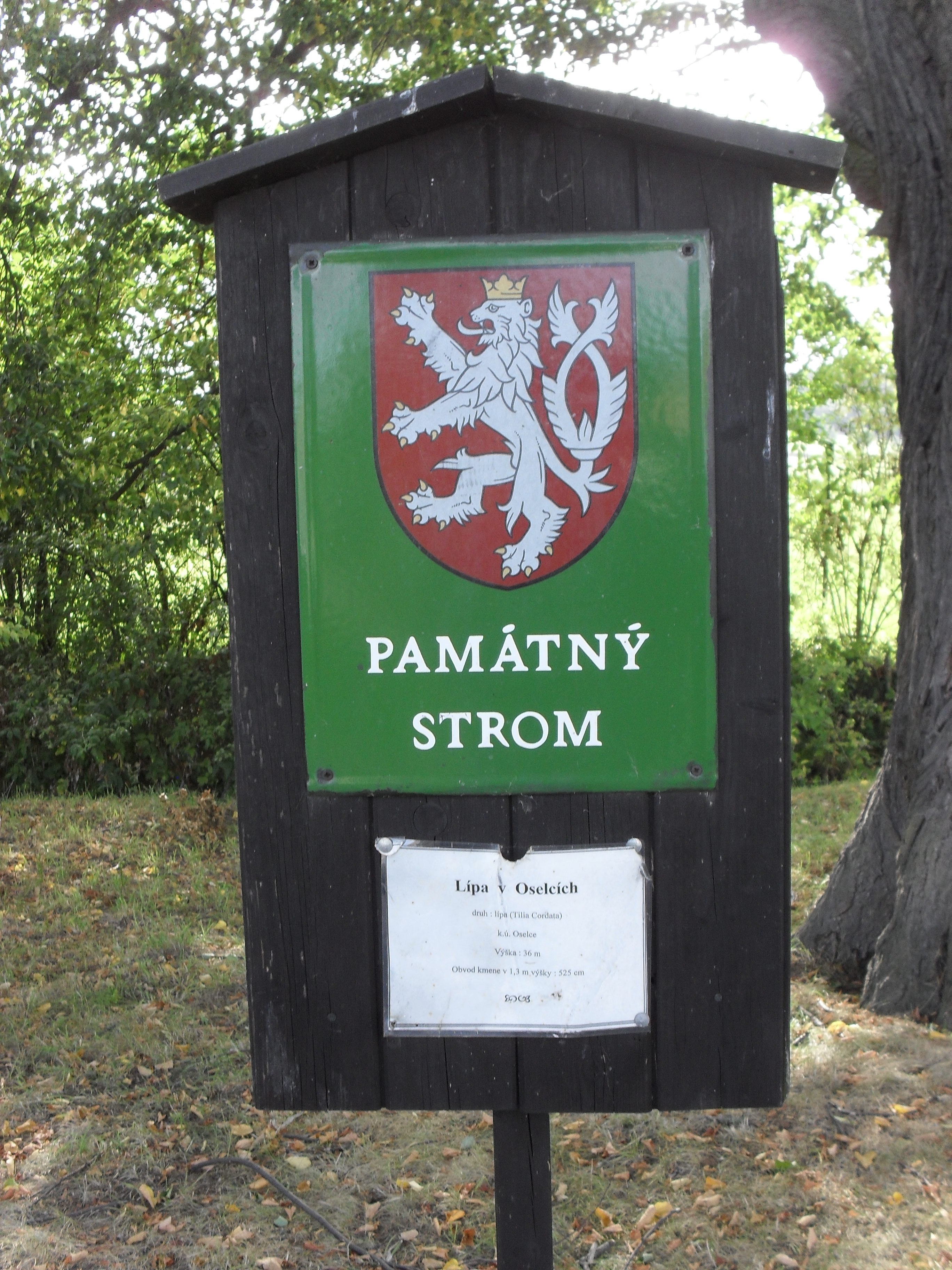
Označení památného stromu.